# Половина (Карелия)
Полови́на (карел. Pošte, Poštankylä) — деревня в составе Нововилговского сельского поселения Прионежского района Республики Карелии.

## География
Деревня находится на автотрассе Р21 (E 105), в 24 км от Петрозаводска.

## Уличная сеть
- ул. Дачная
- ул. Зелёная
- шоссе Пряжинское

## История
Бывшая почтовая станция, располагавшаяся на полпути между Петрозаводском и Пряжей.
До революции 1917 года в селе имелась школа грамоты и часовня в честь Крестителя Господня Иоанна.
В сентябре 1941 г. в районе деревни Половина шли кровопролитные борьбы Красной армии с финскими войсками.

## Население
Численность населения в 1905 году составляла 75 человек.
| 2002 | 2009 | 2010 | 2013 |
| ---- | ---- | ---- | ---- |
| 54   | ↘44  | ↗65  | ↗66  |

## Инфраструктура
Бывшая почтовая станция.
Личное подсобное хозяйство с зоной сельскохозяйственного использования, индивидуальная застройка усадебного типа.
В 2-х км к юго-востоку от деревни на берегу озера Белое находятся дачные посёлки.
В районе деревни находится месторождение подземных вод, на автотрассе в черте деревни оборудована автостоянка с подходом к роднику «Половина».

## Фотогалерея

Мемориал неизвестному солдату
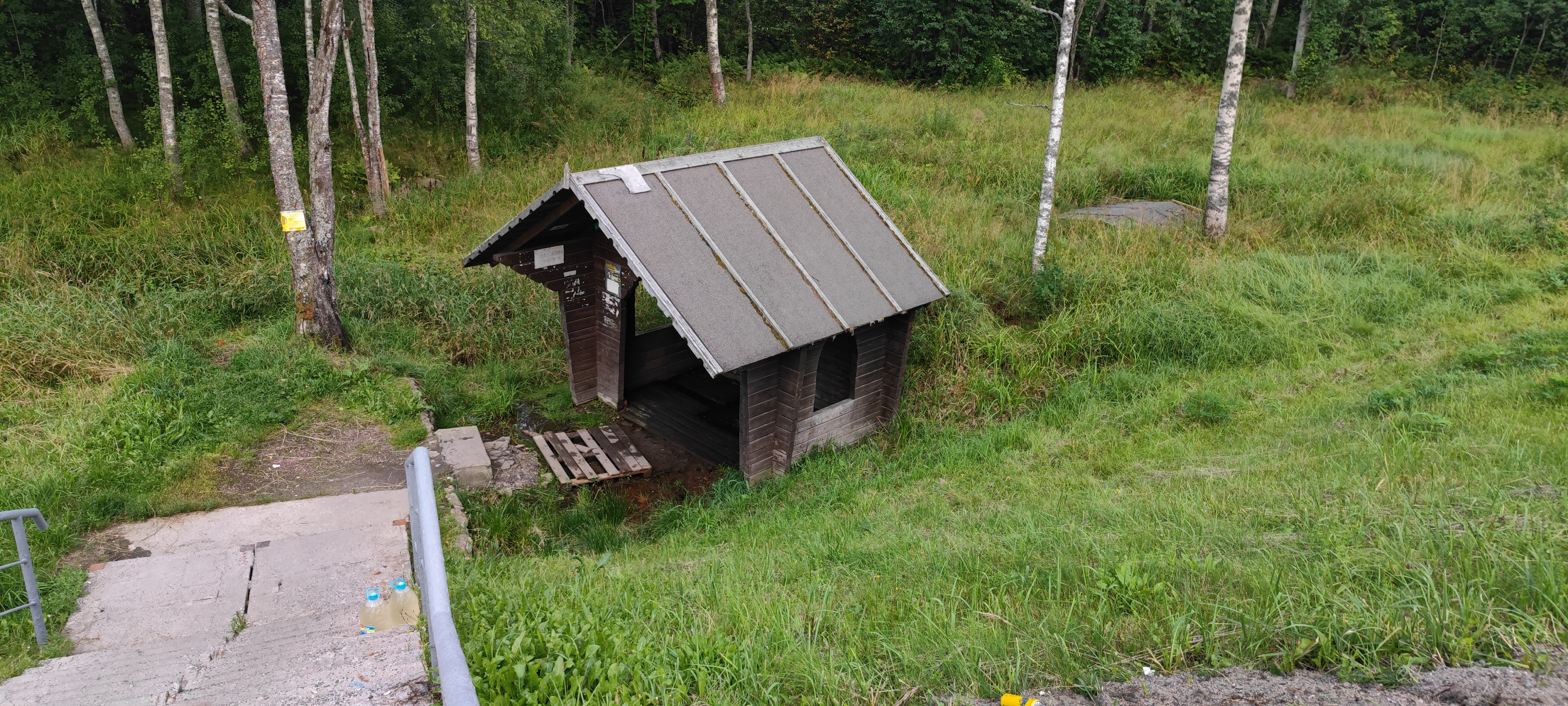
Родник